# 李肖聃
李肖聃（1881年—1953年），原名猶龍，號西堂，筆名星廬、桐園等。長沙人。

## 生平
前清秀才，24歲赴日留學，結識楊度、楊昌濟、楊樹達。1911年畢業於日本早稻田大學。1913年任司法部長梁啟超秘書。历任北京政法专门学校、长沙商业专门学校、湖南大学教员，北平国学院教授、文学系主任。在長沙時，曾出面保護楊開慧，中華人民共和國成立後，毛澤東稱之“老師”，任湖南军政委员会顾问。

## 著作
著有《湘学略》、《麓西杂志》、《星庐笔记》、《中国文学史》等。 

## 家族
育有一女李淑一。